# Ле Блуш, Килиан
Килиан ле Блуш (фр. Kilian Le Blouch; род. 7 октября 1989, Кламар) — французский дзюдоист, призёр чемпионата мира и Европы, бронзовый призёр Европейских игр в Минске в 2019 году. 

## Биография
Родился в 1989 году во Франции в Кламаре. Бронзовый призер чемпионата Европы среди юношей до 23 лет в 2011 году, чемпион Франции в 2012 и 2014 годах.
В 2016 году занял третье место на турнире Большого шлема в Париже, пятое место в командном чемпионате Европы и третье место на Гран-при Алматы.
Принял участие в Летних Олимпийских играх в 2016 году в Бразилии. Уступил британскому атлету во втором круге.  
В начале 2019 года Килиан выиграл турниры из серии European Open в Одивеласе и Риме. Также стал победителем на турнире Большого шлема в Екатеринбурге. На Европейских играх в Минске в составе смешанной команды Франции завоевал бронзовую медаль, через несколько месяцев стал вице-чемпионом мира в командных соревнованиях на первенстве в Токио. 
В 2020 году на чемпионате Европы в ноябре в чешской столице, Килиан смог завоевать бронзовую медаль в весовой категории до 66 кг. В четвертьфинале он уступил спортсмену из Грузии Важе Маргвелашвили.